# Donautiefland (Slowakei)

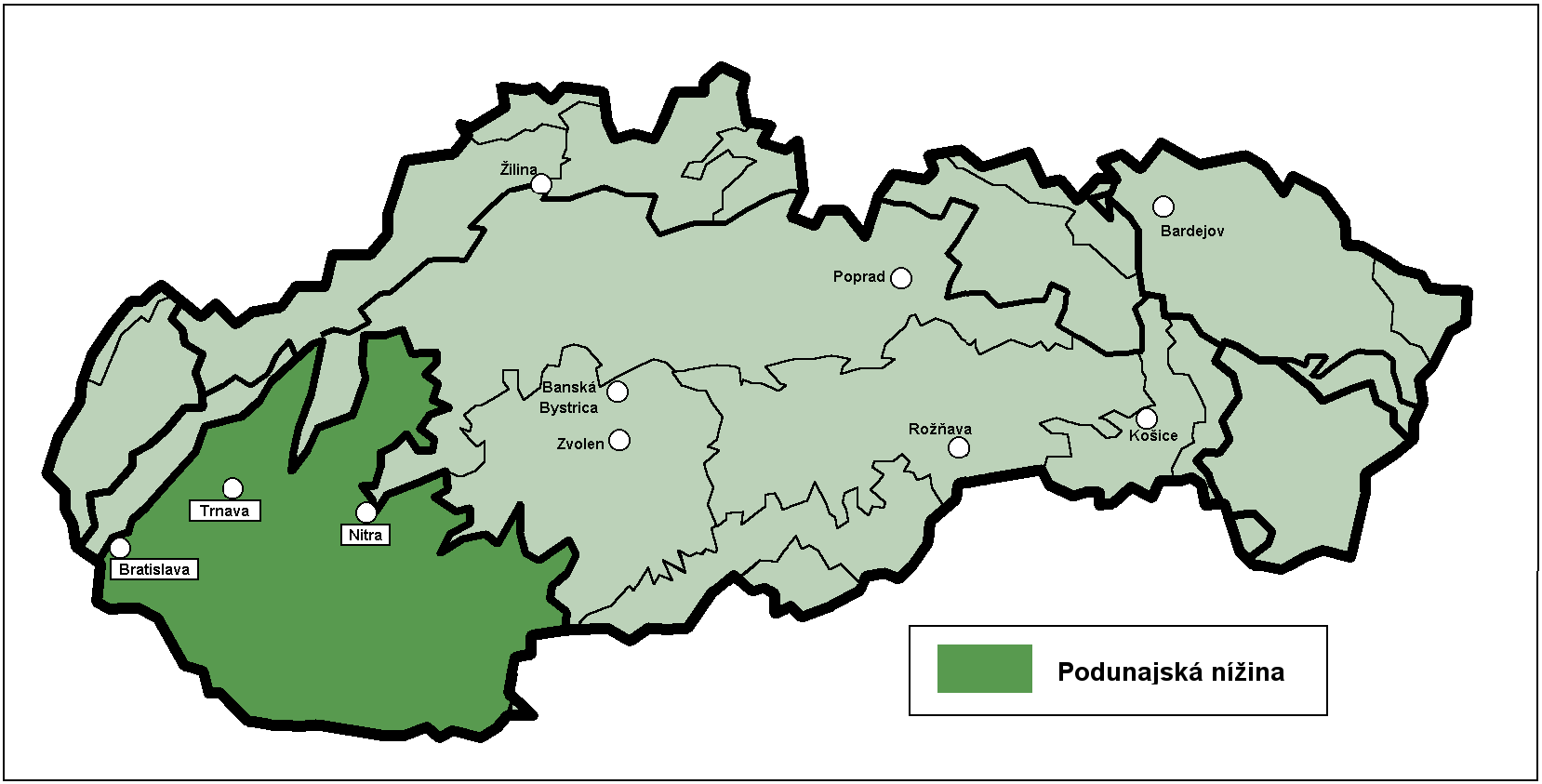
Donautiefland

Das Donautiefland oder die Donauniederung (slowakisch Podunajská nížina) bezeichnet jenen Teil der Kleinen Ungarischen Tiefebene der zwischen der Donau, den Kleinen Karpaten und den restlichen Westkarpaten, das heißt den Teil der Kleinen Ungarischen Tiefebene, der auf dem Gebiet der Slowakei liegt. Es ist das fruchtbarste Gebiet der Slowakei. Es umfasst auch die Große Schüttinsel.
Geomorphologisch gesehen bildet es zusammen mit dem Neusiedler Becken in Österreich und dem Raaber Becken (Győri-medence) in Ungarn eine Einheit, wird aber trotzdem in der Regel separat behandelt.
Sie stellt eine großflächige tektonische Senke dar, gefüllt mit 100 bis 350 m hohen Ablagerungen aus dem Zeitalter des Quartär, und besteht aus zwei Teilen:
- Donauhügelland (Podunajská pahorkatina) im Norden
- Donauebene (Podunajská rovina) im Süden

Viele Siedlungen befinden sich in diesem vorwiegend landwirtschaftlich geprägten Gebiet, die Verwaltungszentren stellen dabei die Städte Topoľčany, Nové Zámky, Komárno, Levice, Dunajská Streda und Galanta dar. Diese sind zugleich auch Wirtschafts- und Handelszentren (Mühlen, Brauereien usw.) der Region. Im Donautiefland gibt es auch viele alte Weinbaustädte wie Svätý Jur, Pezinok und Modra sowie Heil- und Kuranstalten wie Piešťany oder Dudince.
Im Süden der Ebene, vor allem auf der Schüttinsel, gibt es eine große Minderheit von Magyaren.